# Joe Berger (Kameramann)
Joe Berger (* 1982 in München) ist ein österreichischer Kameramann.

## Leben
Joe Berger wuchs bei München auf. Er studierte zuerst Maschinenbau an der FH München, bevor er 2004 zum Film ging. 2005 zog er nach Wien, um dort Produktion und Kamera (Nebenfach) an der Universität für Musik und darstellende Kunst (Filmakademie Wien) zu studieren. Von 2014 bis 2016 absolvierte er den Masterstudiengang Bildgestaltung/Kamera an der Hamburg Media School. Er lebt in Berlin und Wien.
An der Wiener Filmakademie produzierte er mehrere Filme und organisierte das internationale Studentenfilmfestival der Filmakademie Wien 2009. Neben seinem Studium arbeitete Joe Berger in der Filmproduktion, insbesondere im Bereich Licht, wo er zuletzt als Oberbeleuchter für Filme wie Amsterdam Express (2014, Regie: Fatmir Koçi), Bad Luck (2015, Regie: Thomas Woschitz) und Einer von Uns (2015, Regie: Stephan Richter) tätig war. In Wien war er unter anderem Mitbegründer des Berufsverbands Leuchtkraft.
Mit seinem Abschlussfilm der Hamburg Media School, Cigarbox Blues, unter der Regie von Christopher Kaufmann gewann er u. a. den Max-Ophüls-Preis und den deutschen Kamerapreis. Seine Arbeiten Die Ausgestoßenen, Bewährung, Wo warst du liefen weltweit auf Festivals. Er spielte in der österreichischen Kinokomödie Die Migrantigen den Kameramann Toni und führte gleichzeitig die zweite Kamera.
Seit 2016 arbeitete er an TV-Dokumentarfilmen wie der Langzeitdoku Gigant am Gletscher (2018, Regie: Burkhard Feige) und drehte mit der Regisseurin Valerie Blankenbyl die Kinodoku The Bubble, die auf dem Filmfestival Vision du Reel Weltpremiere feierte und auf weiteren Festivals wie Diagonale oder Thessaloniki lief.
2021 drehte er vier Folgen der ARD-Serie Rentnercops mit der Regisseurin Janis Rattenni. 2021 führte er die Kamera bei seinem Spielfilmdebüt White Christmas unter der Regie von Flo Lackner.
Neben seiner Tätigkeit als Kameramann unterrichtet Joe Berger u. a. Schauspiel vor der Kamera. Berger ist Mitglied im Verband österreichischer Kameraleute (AAC).
Berger ist mit der Schauspielerin Judith Hoersch liiert. Seit 2019 haben sie eine gemeinsame Tochter.

## Filmografie (Auswahl)
- 2008: Gespenster der Vergangenheit (Kurzfilm)
- 2008: Fetisch (Experimentalfilm)
- 2008: Lehnen – Digital Bells (Musikvideo)
- 2009: ArtikelNr. 0371121 (Tanzfilm)
- 2009: Drei Stunden Liebe(Dokumentarfilm)
- 2010: Landor – Snowy breasted Pearl (Musikvideo)
- 2011: Violetta Parisini – Favourite Friend
- 2011: Prenner – Better Off Without You (Musikvideo)
- 2011: The Knights – Kids on the Telly (Musikvideo)
- 2011: Kiprov (Werbung)
- 2013: Gravid (Kurzfilm)
- 2014: Die Ausgestossenen (Kurzfilm)
- 2015: Bewährung (Kurzfilm)
- 2015: Wo warst du (Kurzfilm)
- 2015: Centaurus (Spielfilm)
- 2016: Tisch & Bett (Kurzfilm)[9]
- 2017: Cigarbox Blues (Kurzfilm)
- 2017: Paneum (Ausstellungsfilm)
- 2018: Rasha (Kurzfilm)
- 2018: Gigant am Gletscher (TV-Doku)
- 2019: The Bubble (Dokumentarfilm)
- 2020: Rentnercops (Serie)
- 2021: Ilse (Kurzfilm)
- 2023: Operation White Christmas
- 2024: Ungeschminkt (Fernsehfilm)
- 2024: Engel mit beschränkter Haftung (Fernsehfilm)

## Auszeichnungen (Auswahl)
(Quellen: )
- 2017: Deutscher Kamerapreis[4]
- 2017: Max-Ophüls-Preis (Publikumspreis Kurzfilm)[3]